# Epipsilia illuminata
Epipsilia illuminata är en fjärilsart som beskrevs av Turati 1919. Epipsilia illuminata ingår i släktet Epipsilia och familjen nattflyn. Inga underarter finns listade i Catalogue of Life.